# 血统主义

使用屬人主義的國家
只使用“血統主義”
“血統主義”與 “血統法則”皆使用
只使用“血統法則”

血统主义（拉丁語：Jus sanguinis）又称属人主义，自然人原始国籍确定的原则之一，指以自然人的血统关系（即父母国籍）为标准确定其原始国籍，是由亲子遗传而取得国籍的法律原则。与之相对的概念是出生地主义也称属地主义。血统主义又分为两系血统主义和单系血统主义。
两系血统主义（又称双系血统主义）指原始国籍的取得可参考父母双方。依照各地的法律不同，可能是取得父母所有国籍中的一个或多个。
单系血统主义（又称父系血统主义）指优先采用父亲国籍，只有在子女是非婚生时随母亲。
還有一種是“血統法則”(拉丁語：Lex Sanguinis)，指以一個人的祖宗的血統，來決定國籍。無論父母有國籍或否，只要能證明血統，都能獲得國籍。這通常是為一個民族的流散人口而設。

## 采用父母两系血统主义的国家/地区

### 亚洲
- 中華民國
- 中华人民共和国
- 日本
- 大韓民國
- 泰國
- 菲律賓
- 以色列
- 土耳其

### 欧洲
冰岛、意大利、奥地利、荷兰、希腊、瑞典、西班牙、斯洛伐克、丹麦、挪威、匈牙利、芬兰、捷克、保加利亚、波兰、罗马尼亚、法国、德国等

### 非洲
埃塞俄比亞、加纳、突尼西亞等

### 美洲
薩爾瓦多等

## 采用父系优先血統主義的国家/地區

### 亚洲
沙特阿拉伯、阿拉伯联合酋长国、伊拉克、叙利亚、黎巴嫩、阿曼、科威特、伊朗、斯里兰卡等

### 非洲
阿尔及利亚、埃及、苏丹、塞内加爾、馬達加斯加、摩洛哥等

## 采用两系血统主義、有条件的属地主義的国家/地区
- 香港
- 澳門
- 英国
- 法國
- 德国
- 比利时
- 乌克兰
- 俄羅斯
- 荷蘭

## 采用两系血统主義、無條件属地主義的国家/地区
- 美国
- 加拿大
- 巴西
- 阿根廷
- 巴基斯坦

## 採用血統法則的國家/地區
- 阿富汗 (普什圖人)
- 亞美尼亞 (亞美尼亞人)
- 保加利亚 (保加利亞人)
- (克羅地亞人)
- 芬兰 (芬蘭人)
- 德国 (德意志人)
- 希腊 (希臘人)
- 爱尔兰 (愛爾蘭人)
- 以色列 (猶太人)
- 義大利 (意大利人)
- 基里巴斯 (密克羅尼西亞人)
- 利比里亚 (尼格羅人)
- 立陶宛 (立陶宛人)
- 緬甸 (緬甸民族)
- 葡萄牙 (葡萄牙人)
- 卢旺达
- 塞爾維亞 (塞爾維亞人)
- 西班牙 (西班牙人)
- (韓族)
- 土耳其 (土耳其人)

## 其他
根据中华人民共和国户籍制度，中国籍新生儿的户口登记采取属人主义，无论其出生地为何，须在父亲或母亲的户籍地进行户口登记办理落户。